# درایشور
درایشور (به هلندی: Dreischor) یک منطقهٔ مسکونی در هلند است که در اسخائن-دایفه‌لاند واقع شده‌است. درایشور ۹۹۴ نفر جمعیت دارد.